# Los Folkloristas
Los Folkloristas es un grupo musical mexicano dedicado a la investigación, ejecución y difusión de la música tradicional latinoamericana. Se formó en Ciudad de México en 1966, manteniéndose vigente desde entonces. Desde su creación, por el grupo han pasado casi cincuenta músicos.

## Historia

### Inicios
En sus inicios, "Los Folkloristas" era una numerosa agrupación de músicos aficionados que compartían el gusto por la música folklórica. Se reunían en el "Chez Negro", una cafetería propiedad de Salvador "el Negro" Ojeda, de quien se ha dicho ser el fundador del grupo. Sin embargo, el "Negro" solo duró dos años en el grupo, y es en 1972 cuando José Ávila toma la decisión de profesionalizar el proyecto de "Los Folkloristas".
Desde 1972, el grupo está conformado por 7 integrantes multinstrumentistas (5 hombres y 2 mujeres), que han ido cambiando al transcurrir el tiempo.
En 1970 fundaron "La Peña de Los Folkloristas", situada en la calle de Manzanas en la Colonia del Valle de la capital mexicana, que durante su vida activa fue el centro más importante de enseñanza y difusión de la música  latinoamericana en México y en donde ofrecieron conciertos Víctor Jara, Inti-Illimani, Soledad Bravo, Atahualpa Yupanqui, Isabel Parra, Raúl García Zárate, Los Calchakis, Mercedes Sosa, Silvio Rodríguez, Daniel Viglietti, Pablo Milanés, Nicomedes Santa Cruz y muchos más.

### Desarrollo de su carrera
La agrupación ha participado en festivales y conciertos masivos en países como Cuba, Canadá, Italia, Alemania, España, Costa Rica, Venezuela, Bolivia, Guatemala, Nicaragua, Chile, Argentina, Panamá, Colombia, Ecuador, Perú y República Dominicana.
Un acontecimiento importante para la agrupación, fue el hecho de ser el primer grupo de música popular y tradicional en presentarse en el Palacio de Bellas Artes (1972), concierto que  se ha repetido en los aniversarios del grupo durante 45 años.
Los Folkloristas han presentado su trabajo en diversos países de América, Europa y Asia y han realizado conciertos al lado de importantes orquestas como la Orquesta Sinfónica de Chicago y la Orquesta Filarmónica de la Ciudad de México.
Con piezas de Los Folkloristas se han musicalizado gran cantidad de documentales entre los que destaca una grabación especial para National Geographic y películas como “El Norte” y “Mi Familia",  dentro de las cuales destaca la pieza compuesta por José Ávila "Raíz Viva".

### sigloXXI
En el año 2002 presentaron al lado del Coro Pro-Música, la Misa Criolla del compositor argentino Ariel Ramírez, y realizaron el estreno del arreglo vocal de «Tierra mestiza», obra que el compositor, guitarrista y cofundador de la agrupación, Gerardo Támez les dedicó en 1976.
A lo largo de su carrera, Los Folkloristas han logrado reunir un acervo de más de 300 instrumentos musicales de cuerda, aliento y percusión provenientes de prácticamente toda Latinoamérica.
El 28 de junio de 2001 muere René Villanueva, cofundador, integrante e investigador del grupo. El 9 de febrero de 2011 muere Salvador "El Negro" Ojeda.
Una característica de "Los Folkloristas", es que, a manera de vestuario, usan prendas de indumentaria de distintos orígenes étnicos, tales como ponchos o jorongos de distintos colores y diseños tradicionales; las mujeres utilizan huipiles o indumentaria tradicional.
En 2010 participaron en la grabación San Patricio con la agrupación irlandesa The Chieftains.
En 2011, el grupo "Los Folkloristas" recibió el premio "Lunas del Auditorio" en la categoría de Música Tradicional Mexicana.
En diciembre de 2015 fueron galardonados con el Premio Nacional de Ciencias y Artes, en la categoría «Artes y tradiciones populares», junto a la artesana Victorina López Hilario.
En 2016, la agrupación celebra 50 años de trabajo ininterrumpido desde su fundación.

## Integrantes

### Integrantes actuales
- Olga Alanís (desde 1977).

- Enrique Hernández (desde 1999).

- Omar Valdés (desde 2001).

- Valeria Rojas (desde 2009).

- Sergio Ordóñez (desde 2009).

- Diego Ávila (desde 2014).

### Integrantes anteriores
- José Ávila + (1966-2025)
- René Villanueva + (1966-2000)
- Gerardo Támez (1966-79)
- Salvador Ojeda + (1966-68)
- Adrián Nieto + (1967-2014)
- Héctor Sánchez Campero + (1967-72, 1989-99)
- Rubén Ortiz + (1966-75)
- María Elena Torres + (1966-75)
- Emilia Domínguez + (1966-68)
- Jas Reuter + (1966-71)
- Rosa Elena Domínguez + (1966-68)
- Jorge Saldaña + (1966-68)
- Juan Antonio Ávila + (1966-67)
- Carlos Ávila (1966-67)
- Emiliano Ávila + (1966-68)
- Alejandro Ávila (1966-68)
- Sara Rosa Ávila (1966-68)
- Carlos Alamillo (1966-68)
- Emilia Martínez Negrete + (1966-68)
- José Luis Belmar (1966-68)
- Efraín Trillo (1966-68)
- Laura Cao Romero (1966-68)
- Teresa Bourlón (1966-70)
- Yocasta Gallardo (1968-72)
- Xóchitl Ferrer (1969-70)
- Lourdes Reuter (1969-71)
- Leonor Lara + (1972-77)
- Guillermina de Francisco (1975-79)
- Efrén Parada (1975-80)
- Norma Cecilia Romero (1978-79)
- Gustavo López (1979-82)
- Rosalinda Reynoso (1979-91)
- Andrés Sierra (1980-82)
- Martha Moreleón (1982)
- Carlos Tovar (1983-86)
- José Luis Gómez (1983-89)
- Ernesto Anaya (1986-94)
- Gabriela Rodríguez (1993-2009)
- Alfonso Hernández (1994-99)
- Efrén Vargas (1999-2009)
- Javier Arroyo (2000-2001)
- María del Pilar Castañeda (2002)

## Discografía
Sello: Discos Pueblo. 

### Discos L.P. y casetes
- Volumen 1 (Repertorio de conciertos en Palacio de Bellas Artes 72-73)
- Volumen 2 (Repertorio de conciertos en Palacio de Bellas Artes 72-73)
- Volumen 3 (Repertorio 1967-70)
- Volumen 4 (Repertorio 1966 - 1968)
- En Vivo. Palacio de Bellas Artes (1974)
- Nuevo canto (1976)
- México (1976)
- Raíz Viva (1978)
- México 2 (1981)
- Nuestra América (1984)
- México 3: Nuestras raíces (1987)
- Cantan a los Niños (1988)
- Nuestra América Negra (1989)

### Discos compactos
- Nuestra América Negra
- México: Horizonte Musical (compilaciones)
- Cantan a los niños
- Viaje por Latinoamérica (Compilaciones)
- Concierto de Aniversario "Palacio de Bellas Artes" (1991)
- 25 Años (1992)
- Coplas y Tonadas (1995)
- México (Compilaciones)
- Latinoamérica (Compilaciones)
- 30 Años (1996)
- Nueva Canción (Compilaciones)
- Colores Latinoamericanos (1999)
- Caminos de Los Andes (Compilaciones)
- El Son Mexicano (Compilaciones)
- 35 Años (2001)
- Misa Criolla (2002)
- 40 Años (2006)
- 45 Años en vivo (2011)
- Cantando con la muerte (2014)
- 50 Años (2016)
- Cantando Raíces (2019)
- Argentina (Compilaciones)
- Bolivia (Compilaciones)
- Ecuador (Compilaciones)
- Perú (Compilaciones)
- Venezuela (Compilaciones)
- Veracruz (Compilaciones)
- Michoacán (Compilaciones)
- Fiesta y Tradición (2024)

### Colectivos y colaboraciones
- El Cancionero Popular (con Amparo Ochoa)
- Rondador Ecuatoriano (con Arturo Aguirre)
- Chava Flores: Tributo de sus amigos
- Y la canción se hizo... Homenaje (1986)
- Tercer festival de la Nueva Canción Latinoamericana (1984)
- World Network vol. 22: Mexico (Los Folkloristas, Tlen Huicani, Amparo Ochoa & Los Camperos de Valles)
- Misa Criolla (con el coro Pro Música y el dúo Carlos y Emiliano) (2002)
- San Patricio (con The Chieftains) (2010)
- Ciudadana del Mundo (con Eugenia León) (2012)

### Otras grabaciones
- Las Voces de América (Sello: Gamma).

- Voz Viva de México (UNAM).

Libros
- René Villanueva (1994) Cantares de la Memoria, veinticinco años de historia del grupo Los Folkloristas. México: Planeta.

### Audiovisual
- 45 Años. En vivo. Teatro de la Ciudad DVD (2011)